# Tenorite
La tenorite è un minerale. È composta da ossido rameico e si presenta con una colorazione nera.